# 袁妙枝
袁妙枝（1954年—），山西应县人，汉族，中华人民共和国政治人物、第十一届全国人民代表大会河北地区代表。
毕业于河北林业专科学校山地系林业专业。加入中共，担任张家口市张北县张北镇林业助理，高级林业工程师。2008年起担任全国人大代表。